# Sant'Antonino (Tessin)
Pour les articles homonymes, voir Sant'Antonino.
Sant'Antonino est une commune suisse du canton du Tessin, située dans le district de Bellinzone.